# Марк Октавий (трибун 133 пр.н.е.)
Вижте пояснителната страница за други личности с името Марк Октавий.
Марк Октавий (на латински: Marcus Octavius) е политик на Римската република от 2 век пр.н.е.

## Биография
Произлиза от конническата плебейска фамилия Октавии от Велетри. Син е на Гней Октавий (консул 165 пр.н.е.), който построява къща на Палатин в Рим. Брат е на Гней Октавий (консул 128 пр.н.е.). Чичо е на Марк Октавий (народен трибун между 99 и 87 пр.н.е.) и Гней Октавий (консул 87 пр.н.е.). Дядо му Гней Октавий e претор през 205 пр.н.е. Роднина е на Гай Октавий (военен трибун 66 пр.н.е., плебейски едил 63 пр.н.е.), бащата на бъдещия император Октавиан Август.
Марк Октавий е приятел с Тиберий Семпроний Гракх и с него народен трибун през 133 пр.н.е. Когато Гракх представя своите аграрни закони той ги блокира, въпреки приятелството (по настояване на земевладелците, към които и той се причислява) чрез вето (интерцесия, intercessio; Interzession). Гракх накрая чрез народно гласуване го отстранява от длъжността народен трибун за действане „против интереса на народа“ и го изгонва от народното събрание. На неговото място е избран Квинт Мумий (клиент на Гракх).
Цицерон го описва като второстепенен оратор.